# Практична підготовка
Практи́чна підгото́вка або стажування — обов'язковий компонент освітньо-професійної програми для здобуття кваліфікаційного рівня і має на меті набуття студентом професійних навичок та вмінь. Є завершальною частиною навчальної практики, що проходить в навчальному закладі. Під час виробничої практики відбувається закріплення і конкретизація результатів теоретичного навчально-практичного навчання, набуття студентами вмінь і навичок практичної роботи по кваліфікації, що присвоюється та обраної спеціальності або професії. Стажування відбуваються на підприємствах, неурядовому секторі (ГО), урядових структурах та органах місцевого самоврядування.